# Dvoranski kup Hrvatske u hokeju 2005.
Dvoranski kup Hrvatske u hokeju za 2005. godinu.

## Rezultati

### Četvrtzavršnica
Marathon - Mladost 1:3 (0:2)

Trešnjevka - Zagreb 6:0 (bez borbe)

Concordia - Zelina 5:6 (2:5)

Jedinstvo - Mladost 2 9:7 (4:3)

## Poluzavršnica
Mladost - Trešnjevka 9:1 (4:1)

Zelina - Jedinstvo 6:6 (1:2), 3:1 nakon sedmeraca

## Završnica
Mladost - Zelina 10:2 (5:1)
Hrvatski pobjednik kupa za 2005. je zagrebačka Mladost.